# Мартынов, Владимир Иванович
Влади́мир Ива́нович Марты́нов (род. 20 февраля 1946, Москва) — советский и российский композитор, музыковед и философ.

## Биография
Родился в семье музыковеда Ивана Ивановича Мартынова и преподавательницы музыки, кандидата педагогических наук (1954) Елены Яковлевны Гембицкой (1911—?), хормейстера, автора многочисленных методических и нотных публикаций.
В 1970 году закончил Московскую консерваторию (класс композиции Н. Сидельникова), в 1973 году начал работать в Московской экспериментальной студии электронной музыки. Мартынов увлёкся арт-роком: в 1977 году создал рок-группу Форпост.
Увлечение электроникой и рок-музыкой соединилось у Мартынова с углублённым изучением восточных религий и культур, христианской философии Запада и Востока. Он предпринял ряд фольклорных экспедиций в различные районы России, на Северный Кавказ, в Центральный Памир, горный Таджикистан. Мартынов изучал музыку и музыкальное теоретизирование европейского Средневековья и Возрождения. В 1975—1976 годах он участвовал в концертах Ансамбля старинной музыки (блокфлейта), исполнявшего европейскую музыку XIII—XIV веков. В 1976—1977 годах Мартынов выступает в составе Московского ансамбля солистов (фортепиано, электронные клавишные), исполнявшего авангардную, электронную и минималистскую музыку (Кейдж, Штокхаузен, Лигети, Райли, Фельдман, Сильвестров, Пярт), а также музыку западноевропейского Средневековья. В 1976—1978 годах в творчестве композитора произошёл перелом, от авангарда он стал двигаться к новой простоте.
В 1978 году Мартынов прекратил композиторскую деятельность. В период с 1979 по 1997 год он преподавал в духовной академии Троице-Сергиевой Лавры. Занимался расшифровкой и реставрацией памятников древнерусского богослужебного пения, изучением древних певческих рукописей в ряде монастырей.
В 1984 году Мартынов вернулся к музыкальному сочинительству, для которого характерна теперь осознанная тяга к канону. Как эстетик и философ, он развивал идею «конца времени композиторов», а вместе с ним — исчерпания эстетики авторства, стилистики концертного исполнительства, культа «звёзд». Владимир Мартынов — автор музыки более чем к 50 телевизионным и кинофильмам, среди которых «Михайло Ломоносов», «Особо опасные…», «Холодное лето 53-го», «Николай Вавилов», «Смиренное кладбище», «Поворот», «Русский бунт», «Остров», и к ряду мультфильмов («Шкатулка с секретом», 1976, «Серебряное Копытце» 1977). Музыка Владимира Мартынова также звучит в фильмах «Лоро» (2018) и «Великая красота» (2013) итальянского режиссёра Паоло Соррентино. Владимир Иванович принял участие в записи коллективной пластинки «Метаморфозы» (1980), состоящей из классических и современных произведений в аранжировках для синтезатора «Синти-100».
Мартынов пишет также музыку к театральным постановкам Ю. Любимова, Анатолия Васильева и др. В 2013 году он выступил одним из соавторов новой музыкальной редакции оперы Александра Бородина «Князь Игорь» (постановка Ю. Любимова).
В. Мартынов — один из основателей Центра развития и поддержки новой музыки Devotio Moderna. Он участвовал во Всемирной Театральной Олимпиаде (Москва), Фестивале Триалог (Таллин). С 2003 года Мартынов активно занялся мультимедийными проектами и инсталляциями, осуществил ряд проектов с Д. Приговым, Л. Рубинштейном, а также рок-группой АукцЫон, Л. Фёдоровым.
С 2005 года В. Мартынов ведёт авторский (факультативный) курс музыкальной антропологии на философском факультете МГУ.

## Семья
- Жена — скрипачка Татьяна Тихоновна Гринденко[4].
- Дед — Яков Самуилович (Семёнович) Гембицкий (1876—?)[5], врач, выпускник Императорского Московского университета (1900)[6]; бабушка — Татьяна Иосифовна Гембицкая (урождённая Волкова, 1880—?).

## Исполнители
Произведения Мартынова исполняли Г. Кремер, А. Любимов, Т. Гринденко, С. Савенко, М. Пекарский, А. Батагов, Ансамбль Дмитрия Покровского, Kronos Quartet, Роман Мирошниченко и другие.

## Признание
- С 2002 года в московском Культурном центре Дом ежегодно проходят фестивали сочинений В. Мартынова
- 2002: Лауреат Государственной премии России (вместе с Т. Гринденко)
- 2022: Медаль имени Михаила Чехова (Дом русского зарубежья имени Александра Солженицына)

## Избранные музыкальные сочинения
- Четыре стихотворения В. Хлебникова, кантата (1964)
- Струнный квартет (1966)
- Концерт для гобоя и флейты (1968)
- Любовные послания для 9 инструментов (1970)
- Соната для двух скрипок (1970)
- Гексаграмма для фортепиано (1971)
- Асана для контрабаса соло (1972)
- Соната для скрипки (1973)
- Комде и Медан, балет (1974)
- Листок из альбома для камерного ансамбля (1976)
- Страстные песни для сопрано и камерного оркестра (1977)
- Гимны для солиста и рок-группы (1978)
- Серафические видения Франциска Ассизского, рок-опера (1978)
- Come in! (Войдите!) (1985)
- Двенадцать побед короля Артура для семи фортепиано (1990)
- Апокалипсис (1991)
- Плач пророка Иеремии (1992)
- Magnificat (1993)
- Opus Posthumum (1993)
- Stabat Mater (1994)
- Танцы Кали-Юги эзотерические для инструментального ансамбля (1995)
- Ночь в Галиции, на стихи Хлебникова (1996)
- Народный танец для фортепиано (1997)
- Упражнения и танцы Гвидо (1997, о Гвидо д'Ареццо)
- Requiem (1998)
- The Beatitudes (Блаженства) (1998)
- Илиада на тексты поэмы Гомера для смешанного хора a capella (1998)
- Литания Девы Марии для трёх голосов и струнного ансамбля (1999)
- Монофония для сопрано, фортепиано и колокольчиков на текст из «Улисса» Джеймса Джойса (2000)
- Игра человеков и ангелов. Мистерия (2000)
- Послеполуденный отдых Баха. (2000)
- Песнь песней для 3 хоров a cappella (2001)
- Новая жизнь, опера (2003, по Данте)
- Танцы на берегу для фортепиано и видео. Перформанс (2004)
- Интерьер после оргии для фортепиано (2005)
- Смерть дикого воина для струнного секстета и фортепиано на текст Д. Хармса (2005)
- Сингапур. О чужих краях и людях. Геополитическая утопия, симфония для оркестра и смешанного хора (2005)
- Regio Opus posth для фортепиано (Владимир Мартынов) и ансамбля (ансамбль OPUS POSTH) 2005)
- 58-я книга для фортепиано и ударных на слова А. И. Введенского «Последний разговор» (2005)
- Стена-сообщение для фортепьяно (2007)
- Дети Выдры на сверхповести Велимира Хлебникова (2009)
- Opus Prenatum (2014)

## Музыка к мультфильмам
- Весёлая карусель № 5. «Не про тебя ли этот фильм?» (1973)
- «Ваня Датский» (1974)
- «Проделкин в школе» (1974)
- «День чудесный» (1975)
- «Дом, который построил Джек» (1976)
- «Шкатулка с секретом» (1976)
- «Догада» (1977)
- «Счастливая» (1977)
- «Серебряное копытце» (1977)
- «Чудеса в решете» (1978)
- Весёлая карусель № 10. «Бабочка и тигр» (1978)
- «Мышонок Пик» (1978)
- «Кое-что о лифте» (1978)
- «На задней парте» (выпуски 1, 2) (1978, 1980)
- «Премудрый пескарь» (1979)
- «Про Ерша Ершовича» (1979)
- «В поисках Олуэн» (1990)

## Музыка к фильмам
- «Трын-трава» (1976), режиссёр Сергей Никоненко
- «Слово для защиты» (1976), режиссёр Вадим Абдрашитов
- «Целуются зори» (1978), режиссёр Сергей Никоненко
- «Поздняя ягода» (1978), режиссёр Фёдор Филиппов
- «Поворот» (1978), режиссёр Вадим Абдрашитов
- «Особо опасные» (1979), режиссёр Суламбек Мамилов
- «Юность Петра» (1980), режиссёр Сергей Герасимов
- «В начале славных дел» (1980), режиссёр Сергей Герасимов
- «Цыганское счастье» (1981), режиссёр Сергей Никоненко
- «Михайло Ломоносов» (1986), режиссёр Александр Прошкин
- «Холодное лето пятьдесят третьего…» (1987), режиссёр Александр Прошкин
- «Анна Петровна» (1988), режиссёр Инесса Селезнёва
- «Смиренное кладбище» (1989), режиссёр Александр Итыгилов
- «Николай Вавилов» (1990), режиссёр Александр Прошкин
- «Битва трёх королей» (1990), режиссёр Учкун Назаров
- «Тёмные аллеи» (1991), режиссёр Вячеслав Богачёв
- «Господи, услышь молитву мою» (1991), режиссёр Наталья Бондарчук
- «На ножах» (1998), режиссёр Александр Орлов (по одноимённому роману Николая Лескова)
- «Кто, если не мы» (1998), режиссёр Валерий Приёмыхов
- «Русский бунт» (2000), режиссёр Александр Прошкин
- «Бедовая бабушка» («Русский водевиль») (2001), режиссёр Александр Орлов
- «Трио» (2003), режиссёр Александр Прошкин
- «Остров» (2006), режиссёр Павел Лунгин
- «Завещание Ленина» (2007), режиссёр Николай Досталь
- «Путина» (2007), режиссёр Валерий Огородников
- «Раскол» {2011}, режиссёр Николай Досталь

## Музыка к театральным постановкам
- 1998 — «Шарашка» (главы романа «В круге первом» А. И. Солженицына). Театр на Таганке. Режиссёр Юрий Любимов.
- 2004 — «Идите и остановите прогресс (Обэриуты)», Театр на Таганке. Режиссёр Юрий Любимов.
- 2013 — «Времена года», Балет Москва. Хореографы Кирилл Симонов, Анастасия Кадрулева, Артём Игнатьев.
- 2024 — «Айвазовский. Три стихии». Театр имени Федора Волкова. Режиссёр Александр Созонов[7]

## Книги о музыке
- История богослужебного пения. Учебное пособие. М.: Ред.-изд. отд. федерал. архивов, 1994.
- Пение, игра и молитва в русской богослужебнопевческой системе. М.: Филология, 1997.
- Культура, иконосфера и богослужебное пение Московской Руси. М.: Прогресс-Традиция; Русский путь, 2000.
- Конец времени композиторов. М.: Русский путь, 2002.
- Зона Opus Posth, или Рождение новой реальности. М.: Классика-XXI, 2005.
- Казус Vita nova. М.: Классика-XXI, 2010.

## Другие книги
- Пестрые прутья Иакова. — М.: Издательство МГИУ, 2008.
- Пестрые прутья Иакова. — М.: Издательский дом «Классика-XXI», 2009. (2-е издание)
- Казус Vita nova. — М.: Издательский дом «Классика-XXI», 2009.
- Время Алисы. — М.: Издательский дом «Классика-XXI», 2010.
- Автоархеология. 1952—1972. — М.: Издательский дом «Классика-XXI», 2011.
- Автоархеология. 1978—1998. — М.: Издательский дом «Классика-XXI», 2012.
- Автоархеология на рубеже тысячелетий. — М.: Издательский дом «Классика-XXI», 2013.
- Книга книг. — М.: Издательский дом «Классика-XXI», 2013.
- Пение, игра и молитва в русской богослужебнопевческой системе. — М.: «Музей Органической Культуры», 2014.
- Культура, иконосфера и богослужебное пение московской Руси. — М.: «Музей Органической Культуры», 2014.
- История богослужебного пения. — М.: «Музей Органической Культуры», 2014.
- 2013 год. — М.: Издательский дом «Классика-XXI», 2015.
- Книга перемен. — М.: Издательский дом «Классика-XXI», 2016.
- Где ты, Энкиду? Мир после ковид-революции. — СПб.: Jaromir Hladik press, 2022.